# Мурадов, Уста-Ширин
Уста́-Шири́н Мура́дов (1880—1957) — советский узбекский художник-орнаменталист, резчик по ганчу, народный зодчий. Заслуженный деятель искусств УзССР (1943). Лауреат Сталинской премии первой степени (1948).

## Биография
Ширин Мурадов родился 18 августа 1880 года в Бухаре. Среди работ: строительство и отделка жилых домов Бухары, и дворца Ситораи-Махи-хоса близ Бухары (1910-е годы); в советское время — реставрация архитектурных памятников, резной декор многих памятников в Ташкенте.
Дочь мастера Салиха в 1946 году вышла замуж за самаркандского художника Георгия Никитина.
Умер 12 февраля 1957 года. Похоронен в Ташкенте на Чигатайском кладбище.

## Награды и премии
- Сталинская премия первой степени (1948) — за выполнение резного декора Бухарского зала (резные панно, плафоны, карнизы) при создании Большого театра имени А. Навои в Ташкенте[2]
- заслуженный деятель искусств УзССР (1943)
- орден Ленина (16.01.1950)[3]
- орден Трудового Красного Знамени и медали
- почётный член АН Узбекской ССР (1943)
- орден «Буюк хизматлари учун» (2001) — посмертно[4]

## Память
- Одна из улиц Ташкента носит имя художника.